# ロイ・エルマー・エアーズ
ロイ・エルマー・エアーズ(英語: Roy Elmer Ayers, 1882年11月9日 - 1955年5月23日)は、アメリカ合衆国・モンタナ州の政治家、民主党員。
1930年代にかけて、アメリカ合衆国下院議員を2期、モンタナ州知事を1期務めた。

## 経歴・人物
1882年11月9日、エアーズはモンタナ州ファーガス郡ルイスタウン近くの牧場で生まれた。1903年、ヴァルパライソ大学法学部を卒業し、同年に弁護士資格を取得。地元ルイスタウンで弁護士活動を始め、牧場の経営にも手を出した。その後、モンタナ州教育委員会委員やモンタナ州第10司法地区裁判官、州最高裁判所裁判官などの公職を歴任したほか、第一次世界大戦中にはファーガス郡免除委員会の委員長を務めている。
1924年、エアーズはモンタナ州知事選挙の民主党予備選に出馬した。55郡中19郡で勝利を収めたものの、ジョン・エドワード・エリクソンに敗れた。その後、エリクソンは共和党現職のジョセフ・ディクソン知事を破って当選を果たし、第8代モンタナ州知事に就任した。1928年にも知事選に出馬。予備選でエリクソンと再び指名を争うこととなった。エアーズは4分の3以上の郡で敗れたものの、最大の人口を有するシルバーボウ郡で5000票近い差を付けて勝利を収めた。最終的に、エアーズは23,665票を獲得したものの、エリクソンの24,304票にわずかに及ばなかった。
1932年、エアーズはモンタナ州第2選挙区から連邦下院議員選挙に出馬した。予備選挙では、のちに下院議員を務めたジェイムズ・オコナーを破って指名を獲得した。総選挙では共和党現職のスコット・リービットに10,213票差をつけ当選を果たした。翌1934年選挙でも再選を果たすが、1936年にはモンタナ州知事選への出馬を表明。民主党予備選挙で現職のエルマー・ホルトを僅差で倒し、総選挙で共和党のフランク・ヘーゼルベーカー元副知事を約6,000票差で下し、第11代モンタナ州知事に就任した。知事在任中にエアーズは州の財政赤字の解消に成功し、州債の金利が引き下げられた。また、知事の権限を強化する法律を制定した。2選目を目指した1940年選挙では共和党のサム・フォードに敗れ、落選。1944年にも知事選に出馬したが、民主党予備選で敗れた。
以後、政界を離れ、牧場経営を再開。1955年にルイスタウンで亡くなった。